# ミドルセックス郡 (ジャマイカ)
ミドルセックス郡（ミドルセックスぐん、英語: Middlesex County）は、ジャマイカを3分割した郡(county)の、中央部に位置する。ジャマイカの最初の首都、スパニッシュ・タウンがある。人口は郡の中で最も多い。1758年、司法管轄区として設置。行政機能は持っていない。
ミドルセックス郡は以下の教区を含む。
- クラレンドン教区
- マンチェスター教区
- セント・アン教区
- セント・キャサリン教区
- セント・メアリー教区

| ミドルセックス郡 |                        |          |                 |                      |
| 地図上の 番号    | 教区                   | 面積 km² | 人口 （2011年） | 首都                 |
| 6                | クラレンドン教区       | 1,196.3  | 245,103         | May Pen              |
| 7                | マンチェスター教区     | 830.1    | 189,797         | Mandeville           |
| 8                | セント・アン教区       | 1,212.6  | 172,362         | Saint Ann's Bay      |
| 9                | セント・キャサリン教区 | 1,192.4  | 516,218         | スパニッシュ・タウン |
| 10               | セント・メアリー教区   | 610.5    | 113,615         | Port Maria           |
|                  | ミドルセックス郡       | 5,041.9  | 1,237,095       |                      |
|                  | ジャマイカ 全体        | 10,990.5 | 2,697,983       | キングストン         |